# Козачий ескадрон 4-го охоронного велосипедного полку
Козачий ескадрон 4-го охоронного велосипедного полку (нім. Radfahr-Sicherungs-Regiment 4, рос. Казачий эскадрон 4-го охранного самокатного полка) — добровольчий охоронний підрозділ Вермахту періоду Другої світовіої війни, що складався з козаків.

## Історія
У станиці Сінявській у жовтні 1941 після вступу підрозділів Вермахту було сформовано добровольчу козачу сотню під командою вахмістра Ікрякова. У листопаді її реорганізували у 9-й ескадрон 4-го охоронного велосипедного полку для охорони об'єктів, боротьби з партизанами. У лютому-червні 1942 полк взаємодіяв з 1-ю танковою армією. У вересні-грудні 1942 перекинутий в район Майкопу для охорони тилів 17-ї армії групи армій «A». Разом з іншими козачими частинами у липні 1943 ескадрон перекинули до навчального табору у Млаві, де його ввели до 5-го Донського полку кавалерії 1-ї козачої дивізії. Тим часом влітку 1944 у 4-му охоронному велосипедному полку групи армій «Південна Україна» було створено 10-й козачий ескадрон, який восени був розгромлений на фронті в боях з Червоною армією.